# The Legend of Spyro: A New Beginning
The Legend of Spyro: A New Beginning (рус. «Легенда о Спайро: Новое начало») — компьютерная игра, первая игра в трилогии The Legend of Spyro, перезапуск серии Spyro the Dragon. Игра разработана Krome Studios (версии для PlayStation 2, Xbox, Nintendo GameCube и Game Boy Advance) и Amaze Entertainment (версия для Nintendo DS).

## Сюжет

### Предыстория
Главный персонаж игры — фиолетовый дракон Спайро. Фиолетовые драконы рождаются раз в тысячу лет для того, чтобы решить дальнейшую судьбу мира. Перед тем, как Спайро появился на свет, на гнездо драконов напал злой Король обезьян с целью украсть все драконьи яйца себе. Его элитную армию не смогли остановить даже четыре лучших воина-дракона, и тогда оставался только один выход — спасаться, унося как можно больше яиц. Спасти удалось только одно, то самое, в котором был Спайро.
Игнайтусу — дракону-воину — ничего не оставалось, как пустить оставшееся драконье яйцо вниз по руслу реки в надежде на то, что кто-нибудь его заметит и приютит. Две стрекозы, увидев как яйцо приплыло к берегу, подобрали его. Они взялись воспитывать молодого дракона, у которых потом появился ещё один собственный сын — Спаркс. До определенного момента, Спайро сам думал, что является стрекозой. Позже, Спайро открыл в себе удивительную силу дышать огнём. Приёмные родители рассказали ему, кто он на самом деле, и Спайро отправился в путь вместе со своим братом Спарксом, чтобы встретить своих сородичей.

### Развитие сюжета в игре
Однажды, после попадания под обстрел странными существами и обнаруживая, что он может выдохнуть огонь, Спайро рассказывает об этом родителям и узнаёт, что он не стрекоза, а незнакомец из дальней земли. Он решает уйти в поисках истинного дома. Спаркс, сначала не желая никуда отправляться, решает следовать за ним. Спайро преследуемый враждебными силами, в конечном счёте, находит Игнайтуса. Игнайтус рассказывает молодому дракону всё, и оповещает его о том, что война с Тёмным Мастером проиграна. Спайро убеждает Игнайтуса проводить его к Храму, утверждая что он в состоянии победить силы Синдер (Огара рус. версия) — черной драконесса,  главного антагониста игры. Игнайтус предлагает Спайро обучение в искусстве элемента огня, и затем отсылает Спайро за спасением трех других Мастеров Драконов от сил Синдер. Спайро сталкивается с армиями Синдер, спасает драконов Вольтира, Сирила, и Террадора, приобретая от них новые навыки обучения стихиям. 
Синдер нападает на Спайро вскоре после того, как он спасает заключительного Мастера Дракона, Террадора; Игнайтус вмешивается, чтобы бороться с Синдер, но она захватывает его. Оказывается, четыре дракона первоначально пленили Тёмного Мастера, и Синдер использует истощенные силы драконов, чтобы освободить его. Силы Игнайтуса — заключительный ключ в освобождении Тёмного Мастера, таким образом, Спайро посылают на заключительное, прямое нападение на крепость Синдер.
Спайро пытается бороться с Синдер, но Синдер успевает превратить силу огня Игнайтуса в кристалл, и убегает к запечатанному царству Тёмного Мастера. Во время борьбы Спайро замечает нечто знакомое в глазах Синдер. Игнайтус тогда рассказывает Спайро остальную часть истории того, что случилось в ночь нападения на храм. Отправив яйцо Спайро по течению, Игнайтус вернувшись в храм видит как воины Тёмного Мастера уничтожают выводок яиц, однако одно они похищают, так как по приданию только дракон, родившийся в Год Дракона, может открыть дверь и освободить Тёмного Мастера. Появившаяся из этого яйца Синдер была преобразована силами зла Тёмного Мастера.
Игнайтус боится, что уже слишком поздно остановить её, но Спайро преследует Синдер вызывая её на финальный бой, и в конечном счете используя все свои силы в заключительной атаке, которая побеждает её, разрушает власть над ней Тёмного Мастера и возвращает её истинную форму, молодой драконессы такого же размера как и Спайро. Царство начинает разрушаться. Спаркс настаивает на том, чтобы они убирались из этого места, но Спайро объявляет, что он не оставит Синдер. И в конечном итоге Спайро берёт Синдер и они улетают вместе с ней в храм.
Хотя победное сражение стоило Спайро большей части его собственной силы, Спайро и Синдер подозревают, что Тёмный Мастер всё ещё жив; война всё ещё не закончена. История продолжается в The Legend of Spyro: The Eternal Night.

## Игровой процесс
Игровой процесс игры основан на исследовании локаций, смеси экшена и файтинга. Вместо прежнего сосредоточения внимания на платформе, геймплей теперь более боевой. Спайро ныне имеет множество боевых движений, в том числе комбо-атаки, а также различные стихии: огонь, электричество, лед, земля. У каждой стихии есть дальний и ближний бой, а также супер атаки.Представлена возможность улучшения стихий с помощью сбора камней которые раскиданы по миру и выпадают из врагов. Так же, с помощью этих камней можно улучшить здоровье и силу дыхания, накопить энергию для супер атаки.
Игра The Legend of Spyro: A New Beginning имеет меньше уровней, чем предыдущие игры вселенной Спайро. Всего 6 линейных уровней: 
- Болото
- Храм Дракона
- Первый полет
- Морозильник Данте
- Высокие равнины
- Кузница боеприпасов
- Параллельное небо
- Выпуклость

В конце уровней нередко приходится сражаться с боссами, такими как: Ледяной король, Каменный дозорный, Проводник и Пар, Электрический король и Синдер.

### Основные персонажи
- Спайро — главный герой, молодой фиолетовый дракон, по приданию только он может обладать всеми 4 стихиями.
- Спаркс —  желтая стрекоза. Верный спутник, друг и брат главного героя.
- Синдер — главный антагонист. Черная драконесса. Хотя она родилась из того же выводка яиц, что и Спайро, имеет большой рост и силу, что связано с тёмной магией, которой она окутана.
- Мастера Драконы — группа из четырёх драконов, каждый из которых является представителем определённой стихии. Игнайтус — хранитель огня. Волтиeр — хранитель электричества. Сирил — хранитель льда. Террадор — хранитель земли.

## Разработка
Krome Studios, известная своей франшизой Ty the Tasmanian Tiger интересовалась у Sierra Entertaiment о создании Легенды о Спайро. После Krome показали Sierra свои технологии для разработки новой игры по Crash Bandicoot. Sierra попросила прототип их кода, который впоследствии и стал игрой The Legend of Spyro.
Продюсер Джон Уэлш заявил, что Krome Studios очень усердно работали над тем, чтобы сделать «Новое начало» действительно фантастически выглядящей игрой. Многие из предыдущих игр Спайро имели более мягкие тона и палитры, и создатели хотели изменить это сделав что-то новое. Теперь палитры стали мрачнее и темнее, чтобы создать подходящее настроение игре. В студии создали щедрые, великолепно освещенные и сложные миры, создав неповторимый стиль, уникальный для нового мира Спайро. Этот стиль распространяется на все в этом мире  — на врагов  с которыми сталкивается Спайро, на все с чем Спайро может взаимодействовать, и на глубину сюжетной линии, где то, что есть, явно связано с тем, что было.
Версия DS имеет дополнительные атаки и приемы. Помимо атак с дыханиями Спайро может создать вокруг себя элементный щит, который защищает его от врагов, нанося им урон. Кроме того, версия DS имеет дополнительные миссии в виде головоломок.

## Озвучивание
| Персонаж              | Актёр                                                          |
| --------------------- | -------------------------------------------------------------- |
| Спайро                | Элайджа Вуд                                                    |
| Спаркс                | Дэвид Спейд                                                    |
| Игнайтус              | Гэри Олдмен                                                    |
| Синдер                | Кри Саммер                                                     |
| флэш                  | Джефф Беннетт                                                  |
| Нина                  | Ванесса Маршалл                                                |
| Вольтиeр              | Кори Бертон                                                    |
| Сирил                 | Джефф Беннетт                                                  |
| Террадор              | Кевин Майкл Ричардсон                                          |
| Кейн                  | Фил Ламарр                                                     |
| Моул-Eaр              | Джефф Беннетт                                                  |
| Эксxьюмор             | Кори Бертон                                                    |
| дирижер               | Кевин Майкл Ричардсон                                          |
| Дополнительные голоса | Кори Бертон Джефф Беннетт Фил Ламарр Джесс Харнелл Крис Границ |

## Критика
| Сводный рейтинг       | Сводный рейтинг | Сводный рейтинг | Сводный рейтинг | Сводный рейтинг | Сводный рейтинг | Сводный рейтинг |
| Издание               | Оценка          | Оценка          | Оценка          | Оценка          | Оценка          | Оценка          |
| Издание               | Общая           | DS              | GBA             | GC              | PS2             | Xbox            |
| --------------------- | --------------- | --------------- | --------------- | --------------- | --------------- | --------------- |
| GameRankings          | N/A             | 68,22 %         | 44,67 %         | 67,17 %         | 64,52 %         | 71,27 %         |
| Metacritic            | N/A             | 68/100          | 44/100          | 67/100          | 64/100          | 69/100          |
| Русскоязычные издания |                 |                 |                 |                 |                 |                 |
| Издание               | Оценка          | Оценка          | Оценка          | Оценка          | Оценка          | Оценка          |
| Издание               | Общая           | DS              | GBA             | GC              | PS2             | Xbox            |
| Gameplay              | 4/5             | N/A             | N/A             | N/A             | N/A             | N/A             |

Помимо версии Game Boy Advance, The Legend of Spyro: A New Beginning получила в целом положительные отзывы. Агрегационные обзорные сайты GameRankings и Metacritic оценили версию Xbox на 71.27% и 69/100, версию Nintendo DS 68.22% и 68/100, версию GameCube на 67.17% и 67/100, версию PlayStation 2 на 64.52% и 64/100  и Game Boy Advance версии 44.67% и 44/100.